# Sabalan
De Sabalan is een inactieve vulkaan in Iran in de provincie Ardebil. De stratovulkaan is 4811 meter hoog. Het is de derde top in hoogte in Iran. Bovenin bevindt zich een permanent kratermeer. 
De vulkaan is oud, steen op de vulkaan is gedateerd als 5,6-1,4 miljoen jaar oud. Sommige bronnen geven aan dat er vulkanische activiteit zou zijn geweest tot in het Holoceen, minder dan 10.000 jaar geleden.
Op de vulkaan bevindt zich een skigebied en warmwaterbronnen (Sarein).

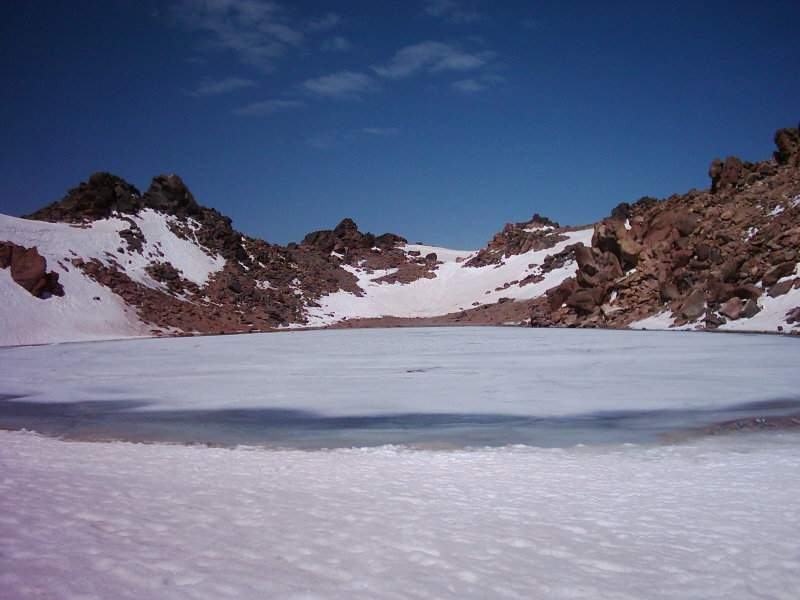
Kratermeer